# Ikonmåleri

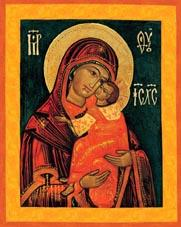
Ikon.

Ikonmåleri har sina rötter i kristet måleri från 300-talet, i synnerhet i de målningar som förekommer i katakomberna i bland annat Rom. Det egentliga målandet av ikoner uppstod dock först i det bysantinska riket på 500-talet.
Metoderna och teknikerna kan variera. Man kan måla traditionellt, freskomåla, använda mosaik eller textilier. Den vanligaste metoden är dock att använda äggtempera på träplattor. Att måla en ikon kan ses som en gudstjänst genom hantverk. Innan arbetet startar ber man en bön. Därefter läser ikonografen en bibeltext knuten till ikonen som ska skrivas. Så ber man ytterligare en bön och sedan kan det praktiska arbetet med skrivandet ta sin början.
Träplattan ska helst vara gjord av alm, men även andra träslag med låg halt av kåda och olja används. I plattans bakstycke sinkas två ribbor av ett hårdare träslag in, företrädesvis gjorda av ek. Detta görs för att förhindra att plattan slår sig när luftfuktigheten ändras. Träplattan bearbetas sedan med fisk- eller pärllim (se kristna symboler, fisken och pärlan). På träplattans framsida limmas så ett linnetyg (Kristus sveptes i linnebindlar i krubban och i graven) som sedan täcks med ett antal lager levcas (en blandning av fisk- och pärllim och alabaster/krita) med slipning mellan lagren. Så kalkeras huvudlinjerna av bilden över från en pappersförlaga. Därefter ristas linjerna in i levcasen. När målandet tar vid, inleder man med de mörkaste nyanserna och lägger sedan lager på lager med ljusare nyanser. Man går från mörker till ljus, symboliskt från död till liv. Varje ikon ska ha en text som beskriver ikonen. När bilden är färdig ytbehandlas ikonen med vax, lack eller olifa. Därefter kan ikonen invigas genom att läggas på altaret under mässan.
Vissa svenskspråkiga ikonmålare talar inte om att "måla" en ikon utan i stället om att "skriva" en ikon. Detta språkbruk, som är omstritt, beror på att grekiskan och ryskan har ett och samma ord för "skriva" och "måla".